# Champigneulles
Champigneulles é uma comuna francesa na região administrativa de Grande Leste, no departamento de Meurthe-et-Moselle. Estende-se por uma área de 23,99 km². Em 2010 a comuna tinha 6 773 habitantes (densidade: 282,3 hab./km²).